# Flaviporus minutisporus
Flaviporus minutisporus är en svampart som först beskrevs av D.A. Reid, K.S. Thind & Chatr., och fick sitt nu gällande namn av Ginns 1980. Flaviporus minutisporus ingår i släktet Flaviporus och familjen Meruliaceae.   Inga underarter finns listade i Catalogue of Life.